# Ronaldo Miranda
Ronaldo Coutinho de Miranda, conhecido como Ronaldo Miranda (Rio de Janeiro, 26 de abril de 1948), é um compositor brasileiro. Foi professor do Departamento de Música da Escola de Comunicações e Artes da Universidade de São Paulo (USP).

## Biografia
Foi aluno de composição na Escola de Música da UFRJ. Seu primeiro trabalho foi como crítico de música no Jornal do Brasil. Iniciou sua carreira como compositor em 1977, ao receber o 1º Prêmio no Concurso de Composição para a II Bienal de Música Brasileira Contemporânea da Sala Cecília Meireles, na categoria de música de câmara.
No ano seguinte, representou o Brasil na Tribuna Internacional de Compositores da Unesco. Foi condecorado com o título de Cavaleiro da Ordem de Artes e Letras, pelo ministério da cultura da França em 1984 e recebeu numerosos prêmios durante toda sua carreira.
Escreveu a Sinfonia 2000, sob encomenda do Ministério da Cultura, para as comemorações dos  500 anos de descobrimento do Brasil.
Foi também vice-diretor do Instituto Nacional de Música da Funarte, diretor da Sala Cecília Meireles e professor de composição da UFRJ e da USP.
Em maio de 1992, estreou, no Theatro Municipal de São Paulo, a sua primeira ópera - Dom Casmurro -, baseada no romance de Machado de Assis, com libreto de Orlando Codá.
Em 22 de setembro de 2006, estreou sua segunda ópera, A Tempestade, com libreto do próprio compositor, baseado na peça The Tempest de William Shakespeare. A récita aconteceu no Theatro São Pedro de São Paulo, com a Banda Sinfônica do Estado de São Paulo, sob regência e direção musical de Abel Rocha.
Ronaldo Miranda recebeu vários prêmios em concursos brasileiros de composição, tais como o Troféu Golfinho de Ouro (1981), o Prêmio APCA (Melhor Obra Orquestral de 1982) e o Prêmio Carlos Gomes (2001). Laureado no Concurso Internacional de Composição de Budapeste (1986) e condecorado com a Ordem das Artes e das Letras pelo governo francês (1984), participou de inúmeros festivais internacionais, dentre os quais o World Music Days (Aarhus, 1983 e Budapeste, 1986), a X Bienal de Música de Berlim (1985), o Aspekte Festival (Salzburgo, 1992), a série Musiques Del Nostre Temps (Palma de Mallorca, 1992), a série Sonidos de las Américas/Brasil (Nova York, 1996) e a Semana de Música Brasileira (Karlsruhe, 2000).
Os maestros estrangeiros que regeram a obra do compositor foram Thomas Conlin, Miltiades Carides, Mendi Rodan, Zsolt Nagy, Lavard Skou Larsen, Armando Krieger, Darko Butorak, Odaline de la Martinez, Isabel Costes, Andrew Constantine, Gustav Frielinghaus.
Em 1990, pelo Projeto de Incentivo à Criação Musical Brasileira, recebeu encomenda da Banda Sinfônica do Estado de São Paulo para compor a Suíte Tropical.
Em 2003, participou do projeto Amazônia Deslendada (Berlim/Bayreuth), e foi compositor residente na Brahmshaus de Baden-Baden. Em 2004, estreou seu Concerto para 4 Violões e Orquestra com a Baltimore Symphony e o Brazilian Guitar Quartet, durante o I World Guitar Congress (Baltimore). Em 2008, esteve presente à série Kläng der Welt ('Sons do Mundo'), na Deutsche Oper Berlin.
Em 2013, no Theatro São Pedro de São Paulo, estreou a ópera O Menino e a Liberdade  com libreto de Jorge Coli baseado no conto de Paulo Bonfim. A regência foi de Roberto Duarte.
Em 2014, compôs as Variações Temporais - Beethoven Revisitado, para a  Orquestra Sinfônica do Estado de São Paulo (OSESP). A obra foi apresentada  na Sala São Paulo, sob a regência do maestro Marcelo Lehninger.
Em 2009, compôs, também por encomenda da OSESP,  o Concerto para Violino e Orquestra, que estreou em abril de 2010, para comemorar os 25 anos de Cláudio Cruz, como spalla da orquestra.
Compôs o Tríptico do Tietê, com texto de Mário de Andrade, para o CD encartado no livro Águas do Rio Tietê. A obra estreou na Biblioteca Mário de Andrade, interpretada por Ricardo Ballestero, Ricardo Bologna, Luiz Afonso Montanha e Luciana Bueno.
Em 2017 participou da Bienal de Música Brasileira Contemporânea, com uma obra para flauta e orquestra.
Em 2022 compôs o balé Macunaíma, inspirada na obra de Mário de Andrade, para o Ballet e Orquestra do Theatro Municipal do Rio de Janeiro, que estreou no Theatro Municipal do Rio de Janeiro.
Em 2023 a Orquestra Filarmônica de Minas Gerais fez um concerto em comemoração aos 75 anos do compositor interpretando a obra Horizontes de 1992. Em 2025 foi lançado o álbum Ronaldo Miranda: Piano Concerto; Concertino; Horizontes; Variacoes Temporais, na coleção Música do Brasil, do selo Naxos. A regência é do diretor artístico Fabio Mechetti.

## Obras
- Macunaíma - balé - (2022)[12]
- Fragmentos de um Inverno Solar - 2015[13]
- Variações Temporais – Beethoven Revisitado - 2014
- O Menino e a Liberdade (ópera) - 2013
- Concerto para Violino e Orquestra (2009)
- Missa brevis: o sagrado em celebração da capela real - coro e orquestra - 2007
- A Tempestade  (ópera) - 2006
- Valsa Só (2005)  para piano
- Frevo  (2004)  para piano a quatro mãos
- Variações Asorovarc (2002) para piano
- Três Micro-Peças (2001) para piano [14]
- Sinfonia 2000
- Horizontes - para orquestra sinfônica - 1992
- Dom Casmurro (ópera) - 1992
- Variações Sérias sobre um tema de Anacleto de Medeiros (1991) para quinteto de sopros
- Tango (1991)  para piano a 4 mãos
- Suíte Tropical (1990) para banda sinfônica
- Concertino para Piano e Orquestra de Cordas (1986)
- Appassionata1984 para violão
- Estrela Brilhante (1984) para piano
- Concerto para Piano e Orquestra (1983)
- Toccata (1982) para piano
- Prólogo, Discurso e Reflexão (1980)
- Suíte nº 3 (1973) para piano - 4 movimentos
- Cantares (1969)  para canto e piano
- Prelúdio e Fuga (1965)  para piano

## Gravações
Em 2000, a cantora Sandra Félix e a pianista Scheila Glaser gravaram o CD Canções Brasileiras onde interpretaram a obra Cantares de Ronaldo Miranda.
Em 2001, o Brazilian Guitar Quartet gravou as Variações Sérias, com arranjo do guitarrista escocês Paul Galbraith.
Em 2003 a pianista Clélia Iruzun gravou o Concertino, de Ronaldo Miranda, no CD Brazilian Mosaic.
Em 2013, a pianista Patrícia Bretas gravou o CD Patrícia Bretas no qual interpreta obras  de Ronaldo Miranda,  para piano.
Em 2015, o quarteto de violões  Quaternaglia gravou a Suíte nº 3 (1973), de Ronaldo Miranda, no CD Xangô. No mesmo ano, o Trio Tokeshi-Rosas-Bazarian (Eliane Tokeshi, violino; Giuliano Rosas, clarinete, e Lidia Bazarian, piano) lançou o CD Fragmentos de um Inverno Solar, com a obra Seis Fragmentos de um Inverno Solar, também de Miranda.

### Discografia
- Canções Brasileiras (2000) - Sandra Félix (canto) e Scheila Glaser (piano).  Paulus Editora.[17]
- Encantamento (2001) - Brazilian Guitar Quartet [18]
- Brazilian Mosaic (2003) - Clélia Iruzun [19]
- Patrícia Bretas interpreta Ronaldo Miranda (2013)
- Xangô (2015) - Quaternaglia [20]
- Fragmentos de um Inverno Solar (2015) [21] -  Trio Tokeshi-Rosas-Bazarian
- Ronaldo Miranda: Piano Concerto; Concertino; Horizontes; Variacoes Temporais [22] (2025) - Filarmônica de Minas Gerais, Eduardo Monteiro ao piano.